# Interglaciațiunea Eem

Două grafice ale temperaturii din eșantioanele de gheață; Eem se află la o adâncime de aproximativ 1500–1800 m în graficul inferior

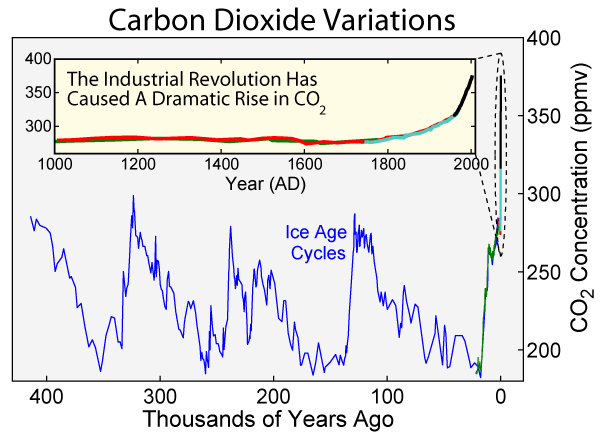
Concentrațiile CO în ultimii 400.000 de ani.

Interglaciația Eem (numită și ultimul interglaciar, Sangamonian Stage, Ipswichian, Mikulin, Kaydaky, penultimul interglaciar, Valdivia sau Riss-Würm) a fost perioada interglaciară care a început cu aproximativ 130.000 de ani în urmă, la sfârșitul glaciațiunii Saale și s-a încheiat cu aproximativ 115.000 de ani în urmă, la începutul glaciației Vistula. Corespunde stadiului 5e a cronologiei izotopice. Deși uneori denumită „ultimul interglaciar” (în sensul „cel mai recent” înainte de „ultimul”), a fost a penultima perioadă interglaciară a actualei epoci glaciare, cea mai recentă fiind holocenul care durează până azi (care a urmat ultimei perioade glaciare). Clima dominantă din Eem era, în medie, cu aproximativ 1-2°C mai caldă decât cea din holocen. În timpul Eemului, proporția de CO2 din atmosferă era de aproximativ 280 de părți pe milion.
Eemul este cunoscut cu numele de Ipswichian în Marea Britanie, interglaciarul Mikulin în Rusia, interglaciarul Valdivia în Chile și interglaciarul Riss-Würm în Alpi. În funcție de modul în care o anumită publicație definește stadiul Sangamonian al Americii de Nord, Eemianul este echivalent fie cu tot, fie cu o parte a acestuia.

## Climă

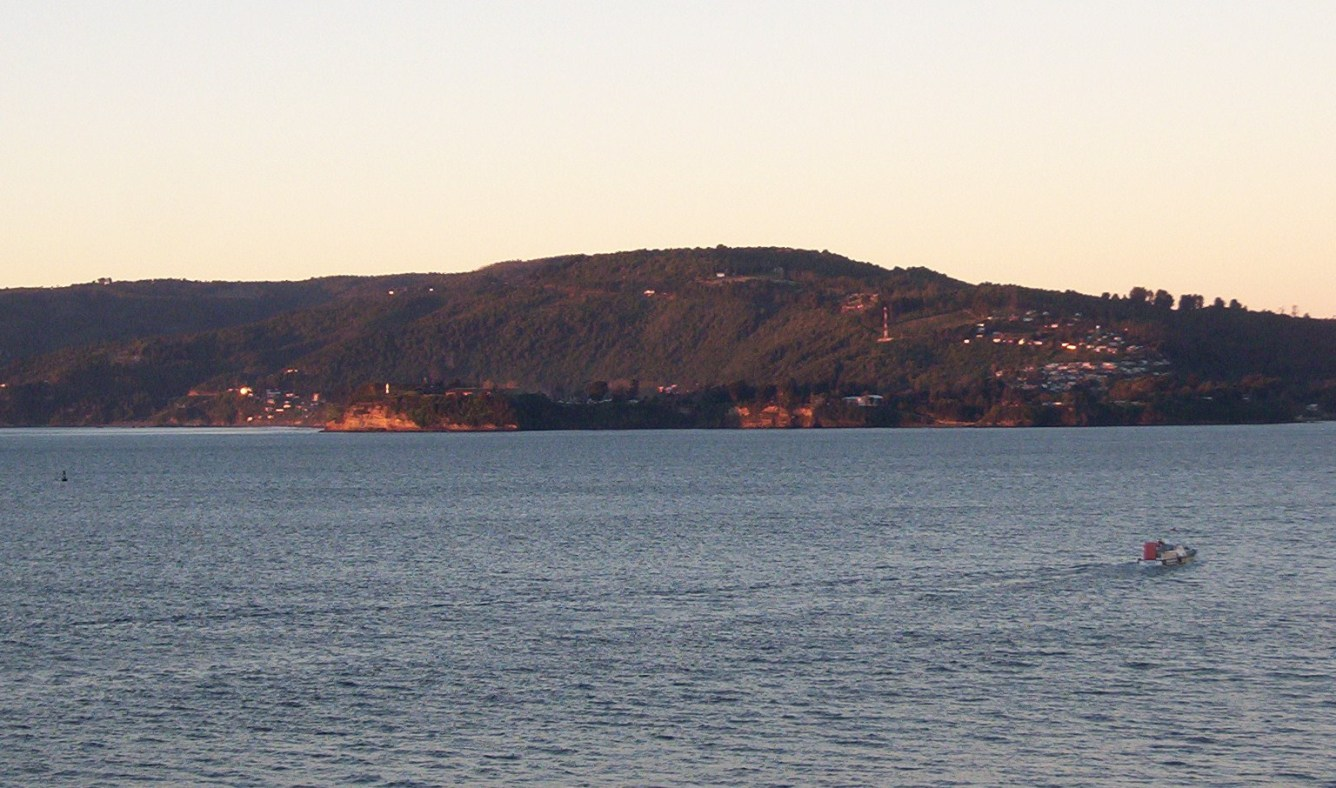
Vedere asupra teraselor de coastă de vârstă eemiană din Niebla, lângă Valdivia, Chile.

### Temperaturile globale
Se crede că clima Eemiană a fost mai caldă decât actualul holocen. Modificările parametrilor orbitali ai Pământului de astăzi (oblicitate și excentricitate mai mare, și periheliu), cunoscute sub numele de cicluri Milankovic, au condus probabil la variații sezoniere mai mari de temperatură în emisfera nordică. În timpul verii nordice, temperaturile în regiunea arctică erau de aproximativ 2-4 °C mai mare decât în 2011. Clima eemiană a fost extrem de instabilă, cu oscilații pronunțate de temperatură demonstrate de fluctuațiile δ18O în eșantioanele de gheață groenlandeze, deși o parte din instabilitatea dedusă din cercetările proiectului eșantioanelor de gheață din Groenlanda poate fi rezultatul amestecării gheții eemiane cu gheața din intervalele glaciare premergătoare sau succesoare.
Cel mai cald vârf al Eemianului a fost în jur de 125.000 cu ani în urmă, când pădurile ajungeau la nord până la Capul Nord, Norvegia (care acum este tundră) cu mult deasupra Cercului Arctic. În optimulul climatic al Eemului iernile în emisfera de mord erau în general mai calde și mai umede decât acum. Hipopotamul era răspândit în fluviile Rin și Tamisa. Europa Centrală (la nord de Alpi) era cu 1-2°C mai mari decât în prezent, pe când la sud de Alpi erau cu 1-2°C mai joase. În timpul insolației maxime între 133.000 și 130.000 î.p. apa din gheața topită adusă de Nipru și Volga a făcut ca Marea Neagră și cea Caspică să fie conectate. Sfârșitul perioadei a fost marcat de căderea temperaturilor, spre 112.000 î. p. începând să se formeze calota glaciară în Norvegia de Sud.
Pulsul de apă de topire 2B, la aproximativ 133.000 î. p., a slăbit substanțial musonul de vară din India (ISM).
Copacii ajungeau până în sudul insulei Baffin din Arhipelagul Arctic canadian: în prezent, limita nordică este mai la sud la Kuujjuaq, în nordul Quebecului. Coasta Alaskăi era suficient de caldă în timpul verii din cauza reducerii gheții marine în Oceanul Arctic încât insula Saint Lawrence (acum tundră) să aibă pădure boreală, deși precipitațiile inadecvate au cauzat o reducere a acoperirii forestiere în interiorul Alaskăi și în teritoriul Yukon, în ciuda condițiilor mai calde. Limita prerie-păduri din Marile Câmpii ale Statelor Unite se afla mai la vest, lângă Lubbock, Texas, în timp ce limita actuală este lângă Dallas.
Condițiile interglaciare s-au încheiat în Antarctica în timp ce în emisfera nordică încă era cald.

## Nivelul mării

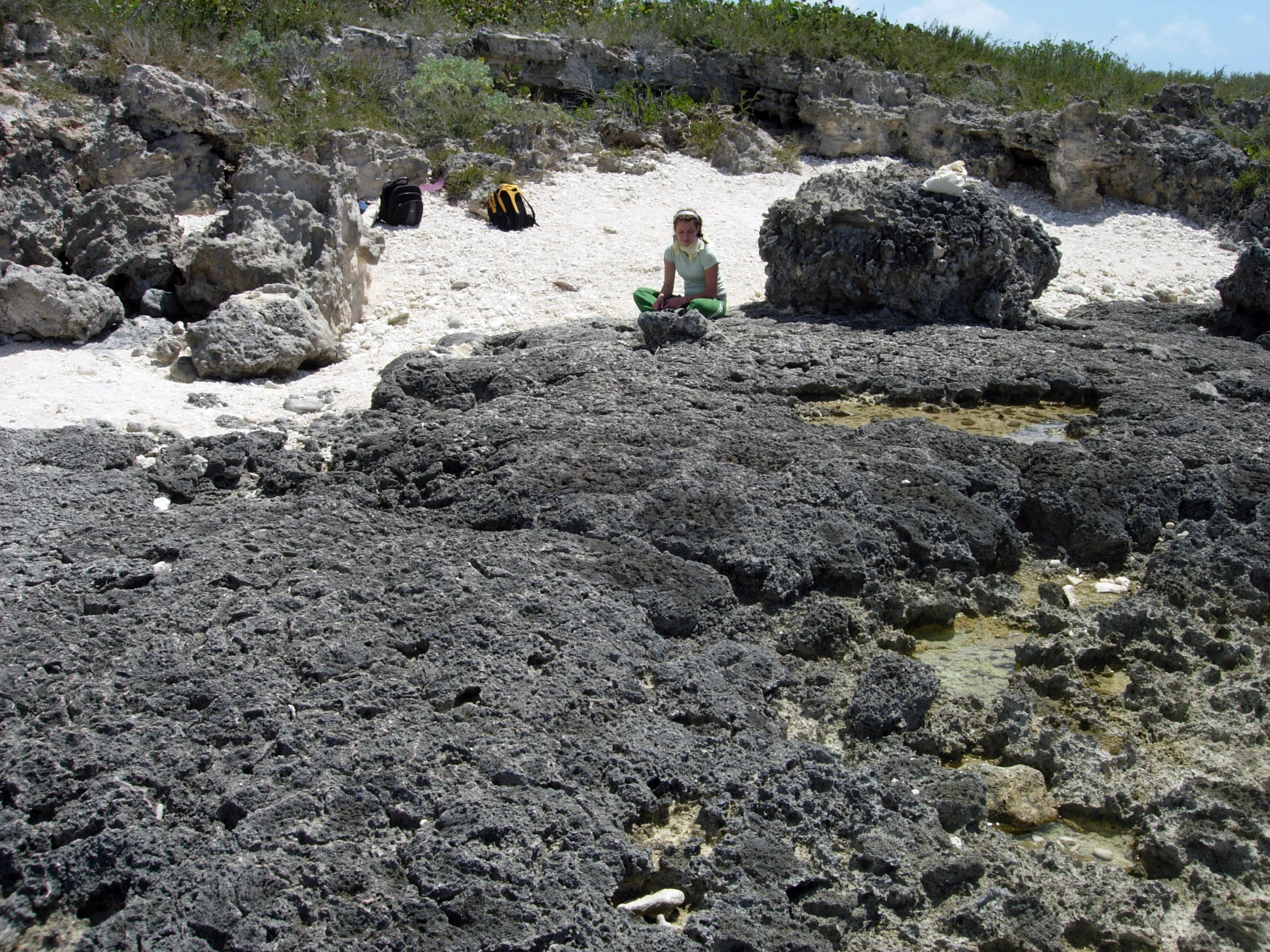
Suprafața de eroziune eemiană într-un recif de corali fosil de pe Great Inagua, Bahamas. Primul plan prezintă corali trunchiați de eroziune; în spatele geologului se află un stâlp de corali post-eroziune care a crescut la suprafață după ce nivelul mării a crescut din nou.

Nivelul mării la vârful climatic a fost probabil cu 6-9 m mai mare decât astăzi, cu Groenlanda contribuind 0,6-3,5 m, expansiunea termică și ghețarii montani contribuind cu până la 1 m, și o contribuție incertă din Antarctica. Un studiu din 2007 a găsit dovezi că situl eșantioanelor de gheață Dze 3 din Groenlanda a fost glaciat în timpul Eemului, ceea ce implică faptul că Groenlanda ar fi putut contribui cu cel mult 2 m la creșterea nivelului mării. Cercetările recente a eșantioanelor de sedimente marine în largul calotei de gheață antarctice de vest sugerează că calota s-a topit în timpul Eemului și că apele oceanului creșteau cu până la 2,5 m pe secol. Se crede că temperaturile medii globale ale suprafeței mării au fost mai ridicate decât în holocen, dar nu suficient pentru a explica creșterea nivelului mării doar prin expansiune termică și, prin urmare, trebuie să fi avut loc și topirea calotelor polare.
Din cauza scăderii nivelului mării de la sfârșitul Eemului, recifele de corali fosile expuse sunt comune la tropice, în special în Caraibe și de-a lungul coastelor Mării Roșii. Aceste recife conțin adesea suprafețe de eroziune internă care prezintă o instabilitate semnificativă la nivelul mării în timpul Eemului.
De-a lungul coastei spaniole mediteraneene centrale, nivelul mării era comparabil cu cel din prezent. Scandinavia era o insulă. Zone vaste din nord-vestul Europei și Câmpia Siberiei de Vest erau inundate.

## Definiția Eemului

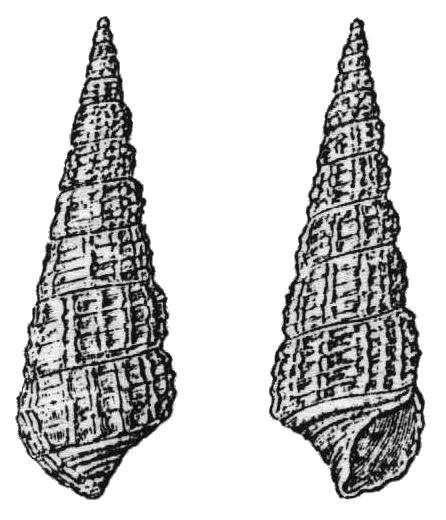
Bittium reticulatum Imagine din Pieter Harting (1886) considertă de el drept „fosilă indice” a Eemului.

Etapa Eemiană a fost recunoscută pentru prima dată din forajele din zona orașului Amersfoort, Țările de Jos, de către Pieter Harting (1875). El a numit straturile „Système Eémien”, după râul Eem pe care se află Amersfoort. Harting a observat că ansamblurile de moluște marine sunt foarte diferite de fauna modernă a Mării Nordului. Multe specii din straturile eemiane prezintă astăzi o distribuție mult mai sudică, variind de la sud de strâmtoarea Dover până în Portugalia (provincia faunistică lusitană) și chiar în Mediterană (provincia faunistică mediteraneană). Mai multe informații despre ansamblurile de moluște sunt oferite de Lorié (1887) și Spaink (1958). De la descoperirea lor, straturile eemiane din Țările de Jos au fost recunoscute în principal prin conținutul lor de moluște marine, combinat cu poziția lor stratigrafică și alte dovezi paleontologice. Straturile marine de acolo sunt adesea acoperite de tillite care se consideră că datează din glaciația Saale și sunt acoperite de apă dulce locală sau sedimente eoliene din glaciația Vistula.
Van Voorthuysen (1958) a descris foraminiferele din situl-tip, în timp ce Zagwijn (1961) a studiat palinologia perioadei, oferind o subdiviziune a acestei etape în stadii de polen. La sfârșitul secolului al XX-lea, situl-tip a fost re-investigat folosind date vechi și noi într-o abordare multidisciplinară (Cleveringa și colab., 2000). În același timp, un parastratotip a fost selectat în bazinul glaciar Amsterdam din forajul Amsterdam-Terminal și a făcut obiectul unei investigații multidisciplinare (Van Leeuwen, et al., 2000). Acești autori au publicat, de asemenea, o vârstă U/Th pentru depozitele eemiane târzii din acest foraj de acum 118.200 ± 6.300 de ani. O revizuire istorică a cercetării olandeze din Eem este oferită de Bosch, Cleveringa și Meijer, 2000.